# Spodnje Laze
Spodnje Laze – wieś w Słowenii, w gminie Gorje. W 2018 roku liczyła 57 mieszkańców.